# Elecciones municipales de 2019 en Morata de Tajuña
Las elecciones municipales de 2019 fueron celebradas en Morata de Tajuña el domingo 26 de mayo, de acuerdo con el Real Decreto de convocatoria de elecciones locales en España dispuesto el 1 de abril de 2019 y publicado en el Boletín Oficial del Estado el día 2 de abril. Resultaron elegidos  los 13 concejales del pleno del Ayuntamiento de Morata de Tajuña, a través de un sistema proporcional (método d'Hondt), con listas cerradas y un umbral electoral del 5 %.

## Resultados
Tras las elecciones solo el bipartidismo consiguió representación, el PSOE se proclamó ganador con 7 escaños, uno más que en la anterior legislatura y el PP consiguió 6, uno más que el año anterior.
| Candidatura     | Candidatura                              | Votos           | %     | Escaños                                 |                                         |
| --------------- | ---------------------------------------- | --------------- | ----- | --------------------------------------- | --------------------------------------- |
|                 | Partido Socialista Obrero Español (PSOE) | 1689            | 45,96 | 7                                       |                                         |
|                 | Partido Popular (PP)                     | 1631            | 44,38 | 6                                       |                                         |
|                 | Vox                                      | 195             | 5,31  | 0                                       |                                         |
|                 | Ciudadanos                               | 97              | 2,64  | 0                                       |                                         |
| Votos en blanco | Votos en blanco                          | Votos en blanco | 63    | 1,71                                    | n/a                                     |
| Votos válidos   | Votos válidos                            | Votos válidos   | 3612  | 100,00                                  | 13                                      |
| Votos nulos     | Votos nulos                              | Votos nulos     | 90    | Participación: · \| \| 66,87 % \| 0,06% | Participación: · \| \| 66,87 % \| 0,06% |
| Votantes        | Votantes                                 | Votantes        | 3765  | Participación: · \| \| 66,87 % \| 0,06% | Participación: · \| \| 66,87 % \| 0,06% |
| Electores       | Electores                                | Electores       | 5630  | Participación: · \| \| 66,87 % \| 0,06% | Participación: · \| \| 66,87 % \| 0,06% |
|                 | 66,87 %                                  |                 |       |                                         |                                         |

## Concejales electos
| N.º | Nombre                          | Lista | Lista |
| --- | ------------------------------- | ----- | ----- |
| 1   | Ángel Marcelo Sánchez Sacristán |       | PSOE  |
| 2   | Ángel Enrique de Oteo Mancebo   |       | PP    |
| 3   | Alicia Pérez Puertas            |       | PSOE  |
| 4   | María Alejandra Lahuerta Díaz   |       | PP    |
| 5   | Vicente Real Díaz               |       | PSOE  |
| 6   | Raúl García Carretero           |       | PP    |
| 7   | Juana María Serrano Mieras      |       | PSOE  |
| 8   | María José Sánchez Fernández    |       | PP    |
| 9   | Lorenzo Mora Martínez           |       | PSOE  |
| 10  | Elena Ortiz-Portada Martínez    |       | PP    |
| 11  | Carolina González Rincón        |       | PSOE  |
| 10  | Julio de las Heras Vera         |       | PP    |
| 11  | José Fernández Piqueras         |       | PSOE  |